# Brøndby Nord
Brøndby Nord er et område i det nordlige Brøndbyøster. Områdets præcise udstrækning er ikke fastlagt. I snæver forstand omfatter Brøndby Nord alene boligområdet ved Brøndby Nord Vej vest for Brøndbyøstervej; i bredere forstand omfatter det hele området nord for jernbanen København-Roskilde. Området, som hører til Nygårds Sogn, har især boligblokke og enkelte højhuse.
Øst for Brøndbyøstervej ligger Vestbadet og Uddannelsescentret Nygård, hvor Brøndby Kommunes 10. klasser er samlet. Området Kærene strækker sig ind over grænsen til Rødovre Kommune. 
 Der er for få eller ingen kildehenvisninger i denne artikel, hvilket er et problem. Du kan hjælpe ved at angive troværdige kilder til de påstande, som fremføres i artiklen.